# Jim Curtin
Jim Curtin (Oreland, 1979. június 23. –) amerikai labdarúgó, edző.

## Pályafutása

### Labdarúgóként
Curtin a Pennsylvania állambeli Oreland községben született.
2001-ben mutatkozott be a Chicago Fire első osztályban szereplő felnőtt keretében. 2001-ben a Milwaukee Rampage csapatát erősítette kölcsönben. 2008-ban a Chivas USA-hoz igazolt.

### Edzőként
2013 és 2014 között a Philadelphia Union segédedzője volt. 2014. június 10-én az amerikai együttes vezetőedzője lett. A klubbal háromszor is (2014, 2015 és 2018) elérték a kupadöntőt, ám mindhárom alkalommal elvesztették azt. A 2020-as szezonban megszerezték az alapszakasz győzelmet, majd a kieséses szakaszban a nyolcaddöntőig jutottak, ahol a New England Revolution búcsúztatta őket.

## Edzői statisztika
| Csapat             | Nemzet                    | –tól             | –ig               | Mérkőzések | Mérkőzések | Mérkőzések | Mérkőzések | Mérkőzések |
| Csapat             | Nemzet                    | –tól             | –ig               | M          | Gy         | V          | D          | Gy %       |
| ------------------ | ------------------------- | ---------------- | ----------------- | ---------- | ---------- | ---------- | ---------- | ---------- |
| Philadelphia Union | Amerikai Egyesült Államok | 2014. június 10. | 2024. november 7. | 420        | 176        | 111        | 133        | 41,9       |
| Összesen           | Összesen                  | Összesen         | Összesen          | 420        | 176        | 111        | 133        | 41,9       |

## Sikerei, díjai

### Játékosként
Chicago Fire
- US Open Cup
  - Győztes (2): 2003, 2006

Egyéni
- MLS All-Stars: 2004

### Edzőként
Philadelphia Union
- US Open Cup
  - Döntős (3): 2014, 2015, 2018

Egyéni
- MLS – Az Év Edzője: 2020, 2022